# David Kelly (actor)
David William Kelly, Sr. (Dublín, 11 de julio de 1929-Goatstown, 12 de febrero de 2012), más conocido como David Kelly, fue un actor irlandés. Una de las voces y rostros más reconocibles de la escena y la pantalla irlandesas, Kelly fue conocido por sus papeles de Rashers Tierney en Strumpet City, el primo Enda en Me Mammy, el constructor Mr. O'Reilly en Fawlty Towers, Albert Riddle en Robin's Nest, y el abuelo Joe en la película Charlie y la fábrica de chocolate (2005). Otro papel destacado fue el de Michael O'Sullivan en Waking Ned.

## Biografía
David William Kelly, Sr., nació en Dublín, Irlanda, el 11 de julio de 1929, sus padres fueron Thomas Kelly y Margarita Kelly, se convirtió en una cara familiar en la televisión británica durante la década de 1970 como el lava platos manco Albert Riddle en la serie Robin's Nest, y como el inepto y bonachón constructor Sr. O'Reilly en el episodio de Fawlty Towers, Los obreros. Su siguiente notoria aparición fue en el papel de Michel O'Sullivan en la película Despertando a Ned. 
Actuó papeles de películas importantes tales como Agente Cody Banks 2: Destino Londres, Charlie y la fábrica de chocolate, El Hombre de Jigsaw, y Stardust.
También trabajó ampliamente para la radio, incluida una aparición en la serie de BBC Radio 4 Baldi. También en el papel de Jacob Kewper en Doctor Who, en el episodio de los contrabandistas en 1966.
Kelly estaba casado con la actriz Laurie Morton y vivía en Goatstown, Dublín.

## Filmografía
- Dublin Nightmare (1958)
- La chica de los ojos verdes (1964) - revisor
- Me Mammy (1968-71) - Enda
- Tales From the Lazy Acre (1972) - Hombre muerto
- The Italian Job (1969) - Vicar
- Fawlty Towers (1975) - O'Reilly
- Quackser Fortune Has a Cousin in the Bronx (1970) - Tom Maguire
- Philadelphia, Here I Come (1975) - Canon O'Byrne
- A Portrait of the Artist as a Young Man (1977) – Decano
- Robin's Nest (1977–1981) - Albert Riddle
- Cowboys (1980-1981)- Wobbly Ron
- Strumpet City (1980) - Rashers Tierney
- Whoops Apocalypse (1982) - Abdab
- The Jigsaw Man (1983)
- Red Monarch (1983) - Sergo
- Pirates (1986) - Cirujano
- Into the West (1992) - Abuelo Reilly
- Upwardly Mobile (1995-1997) - Barman
- Glenroe - Sylvie Dolan
- The Matchmaker (1997) - O'Connor
- Ballykissangel (1998) - Mr O'Reilly
- Waking Ned (1998) - Michael O'Sullivan
- Greenfingers (2000) - Fergus Wilks
- Mean Machine (2001) - Doc
- The Calcium Kid (2003) - Paddy O'Flannagan
- Agent Cody Banks 2: Destination London (2004) - Trival
- Laws of Attraction (2004) - Michael
- Charlie y la fábrica de chocolate (2005) - Abuelo Joe
- The Kovak Box (2006) - Frank Kovak
- Stardust (2007) - Guardia